# 버네사 마라노
바네사 마라노(Vanessa Marano, 1992년 10월 31일 ~ )는 미국의 배우이다.

## 경력
바네사 마라노는 7살 때부터 본격적인 연기활동을 시작했다. 그녀의 여동생의 인터뷰에 따르면 자매의 어머니는 자매가 연기활동을 하는 것을 원치 않았다고 한다. 그래서 처음 자매를 에이젼시에 데려갔을때, 에이젼시가 자매를 실망시키길 바라면서 데려갔지만 바네사만 오디션에 합격할 수 있었다. 바네사의 첫번째 중요한 역할로는 Without a Trace라는 텔레비전 쇼에서 Jack Malone의 큰 딸 역을 맡으면서 시작되었다.

## 생애
바네사 마라노는 캘리포니아 로스앤젤레스에서 태어났다. 그녀의 어머니 엘렌(Ellen)은 Agoura Children's Theater을 운영하고 있다. 그녀는 이탈리아계 아버지의 영향으로 영어 외에도 이탈리아어를 할 수 있다.